# Globulinella
Globulinella là một chi rêu trong họ Pottiaceae.